# Udvalgte ord fra tog
Udvalgte ord fra tog er en dansk dokumentarfilm fra 1989 instrueret af Lars Movin.

## Medvirkende
- Jørgen Leth